# Jan Tånneryd
Jan Allan Tånneryd, född 26 mars 1944 i Karlstads församling i Värmlands län, är en svensk militär och ämbetsman.

## Biografi
Tånneryd avlade officersexamen vid Krigsskolan 1966 och utnämndes samma år till fänrik vid Västernorrlands regemente, där han tjänstgjorde 1966–1978. Han gick Allmänna kursen vid Militärhögskolan 1973–1974 och Fortifikationstekniska kursen där 1976–1978. Han befordrades till major i Fortifikationskåren 1978 och tjänstgjorde vid Fortifikationsförvaltningen 1978–1980, varpå han inträdde i Generalstabskåren 1980 och tjänstgjorde vid Arméstaben 1980–1982. Åren 1982–1988 tjänstgjorde han vid Försvarsdepartementet: som departementssekreterare 1982–1985 och som departementsråd och chef för Administrativa enheten i Sekretariatet för säkerhetspolitik och långsiktsplanering i totalförsvaret 1985–1988. Han var chef för Försvarsmedia 1988–1990. Tånneryd var generaldirektör för Försvarets civilförvaltning 1990–1994, för Värnpliktsverket 1994–1995 och för Totalförsvarets pliktverk 1995–2001.
Tånneryd invaldes 1994 som ledamot av Kungliga Krigsvetenskapsakademien.
Jan Tånneryd är son till överingenjör Allan Tånneryd och Maj Fredin.